# 주머니박쥐속
주머니박쥐속 또는 깍지꼬리박쥐속(Saccolaimus)은 대꼬리박쥐과에 속하는 박쥐 속의 하나이다. 4종으로 이루어져 있다.

## 하위 종
- 노랑배주머니박쥐 또는 노랑배깍지꼬리박쥐 (S. flaviventris)
- 파푸아주머니박쥐 (S. mixtus)
- 펠주머니박쥐 (S. peli)
- 벌거숭이궁둥이주머니박쥐 (S. saccolaimus)